# راي هوفمان
راي هوفمان (بالإنجليزية: Ray Hoffman)‏ هو لاعب كرة قاعدة أمريكي، ولد في 14 يونيو 1917، وتوفي في 30 مايو 2008.